# Михајло Ал. Поповић
Михајло Ал. Поповић (Београд, 21. фебруар 1908 — Београд, 18. јул 1990) био је српски сниматељ, директор фотографије, филмски редитељ и глумац. Аутор је филма „Са вером у Бога“, оцењеног у критици и историографији за најбољи филм снимљен у Краљевини Југославији.
До почетка Другог светског рата 1941. године снимио је 23 филма, а после ослобођења 1945. године око четрдесет. Режирао је и четири документарна филма: Пегавац је харао (1947), Село под Космајем (1948), Јесења елегија (1961) и Зимска импресија (1962).
Пуриша Ђорђевић снимио је 1996. године играно-документарни филм о Михајлу Ал. Поповићу под насловом Записи са периферије, у продукцији РТС и Југословенске кинотеке.

## Признања
- Орден рада са сребрним венцем
- Орден рада са златним венцем
- Орден заслуга за Народ са сребрним венцем
- Награда Савезне владе СФРЈ
- „Златна арена“ у Пули
- Диплома града Београда за културни развитак
- Диплома „Филмских новости“
- Плакета Кинотеке за прератни и послератни допринос развоју филма
- Сребрна плакета Удружења филмских радника Србије
- Златна плакета за двадесетогодишњицу рада
- Диплома Удружења филмских радника Србије
- Почасна повеља Удружења Србије
- Диплома „Милтон Манаки“
- Повеља „Милтон Манаки“

## Филмографија
Филмографија Михајла Ал. Поповића дата је на основу података које је сакупио, обрадио и објавио Стеван Јовичић у књизи Михајло Ал. Поповић, Записи са периферије (Институт за филм, Београд, 1982).

### Филмови снимљени до 1941. године
1. Беље (1929), р: Миодраг-Мика Ђорђевић
2. Са вером у бога (1932), р: Михајло Ал. Поповић
3. Чудо дете (1934)
4. Сахрана краља Александра (1934)
5. Варнава (1935)
6. Гроб Незнаног јунака (1936)
7. Веслачко првенство државе на Сави (1937)
8. Дерби на Хиподрому (1938)
9. Отварање Београдског сајма(1938)
10. Ревија трупа на Бањици (1938)
11. Музички фестивал (1938)
12. Освећење камена темељца спомен храма Светог Саве у Београду (1939)
13. Посета грофа Ћана (1939)
14. Прослава 550. годишњице косовске битке (1939), р: Коста Новаковић
15. Крштење Нелзона Едија (1939)
16. Фестивал народних игара и музике на Сајмишту (1939)
17. Фудбалска утакмица Енглеска — Југославија (1939)
18. Фудбалска утакмица Немачка — Југославија (1940)
19. Хисторијски дани (1940), р: Миодраг - Мика Ђорђевић
20. Прослава годишњице споразума Цветковић—Мачек (1940)
21. Магазин III (1940)
22. Величанствене свечаности поводом рођендана хрватског вође др Влатка Мачека (1940)
23. Љубица и Јања (1941), р: Миодраг - Мика Ђорђевић, (незавршен филм)

### Журналске сторије снимљене за „Филмске новости“
1. Филмске новости 1/1945
— Наша деца одлазе на одмор
— Први конгрес АФЖ Србије
2. Филмске новости 2/1945
— Совјетски уметници у Београду
— Прослава 27. годишњице Црвене армије
3. Филмске новости 4/1945
— Маршал Тито је посетио сетву у Срему
4. Филмске новости 6/1945 — Први-конгрес АФЖ Југославије
5. Филмске новости 15/1945 — Прослава Дана устанка у Скопљу
6. Филмске новости 16/1945 — Сеча дрва у Купинову
7. Филмске новости 17/1945
— Долазак омладинске делегације СССР у Београд
8. Филмске новости 20/1945
— Ископавање жртава фашистичког терора у Шапцу
9. Филмске новости 21/1945 — Избори за Уставотворну скупштини
10. Филмске новости 25/1946 — Свечано отварање моста „Маршал Тито“ у Новом Саду
— Проглашење Устава ФНРЈ
11. Филмске новости 26/1946
— Борба против неписмености
12. Филмске новости 30/1946
— Обнова Ресника
13. Филмске новости 32/1946 — Приредба Црвеног крста
14. Филмске новости 37/1946
— Суђење Дражи Михаиловићу
15. Филмске новости 38/1946
— Пресуда Дражи Михаиловићу
16. Филмске новости 50/1946
— Прослава 29. годишњице Октобарске револуције
17. Филмски преглед 1/1947
18. Филмски преглед 1/1948
— Железник: Омладинска фабрика
— Војводина: Научни пољопривредни центар
19. Филмски преглед 2/1948 — Први слет ударника Србије
20. Филмски преглед 3/1948
— II конгрес Народног фронта Србије
— Оснивачка скупштина културно просветних друштава
21. Филмски преглед 11/1948 — 29. новембар: Дан Републике
22. Филмски преглед 13/1949 — Стогодишњица Шабачког позоришта
23. Филмски преглед 16/1949 — У борском руднику
24. Филмски преглед 19/1949 — Жетва у СРЗ „Едвард Кардељ“
25. Филмски преглед 21/1949
26. Филмски преглед 23/1949
27. Филмски преглед 24/1949
— Академија примењене уметности

### Филмови снимљени после ослобођења
1. Београд (1945) р: Никола Поповић
2. Кораци слободе (1945) р: Радош Новаковић
3. Шуме (1946) р: Миодраг Јовановић
4. Нова земља (1946) р: Радош Новаковић
5. У име народа (1946) р: Радош Новаковић
6. Пегавац је харао (1947) р: Миодраг Митровић, Михајло Ал. Поповић
7. Село под Космајем (1948) р: Михајло Ал. Поповић
8. Народне песме и игре (1948) р: Михаило Цагић, Слободан Косовалић
9. Београдски универзитет (1948) р: Вера Црвенчанин Куленовић
10. Прве светлости (1949) р: Жика Митровић
11. Земља је чекала трактор (1951) р: Жика Митровић
12. Први мај 1951. године (1951) р: Жика Чукулић
13. Била сам јача (1953) р: Густав Гаврин
14. Натраг у живот (1953) р: Миодраг Николић
15. Ватре у Мочвари (1954) р: Тома Јанић
16. Светло у тами (1955) р: Миодраг Николић
17. Ешалон доктора М. (1955) р: Жика Митровић
18. Земља ће опет рађати (1955) р: Миодраг Николић
19. Кроз грање небо (1958) р: Столе Јанковић
20. Деца са границе (1958) р: Пуриша Ђорђевић
21. Партизанске приче (1960) р: Столе Јанковић
22. Јесења елегија (1961) р: Михајло Ал. Поповић
23. Он (1961) р: Пуриша Ђорђевић
24. Дванаесторо деце друга Оскара (1961) р: Брана Ћеловић
25. Зимска импресија (1962) р: Михајло Ал. Поповић
26. Деца (1962) р: Пуриша Ђорђевић
27. Песма (1963) р: Пуриша Ђорђевић
28. Контрабас (1963) р: Пуриша Ђорђевић .
29. Као балада (1964) р: Пуриша Ђорђевић
30. Јован Мијатовић (1964) р: Пуриша Ђорђевић
31. Сањар! (1965) р: Пуриша Ђорђевић
32. Печат (1965) р: Брана Ћеловић
33. Мајка, син, унук и унука (1965) р: Пуриша Ђорђевић
34. Сан (1966) р: Пуриша Ђорђевић
35. Град који сам познавао (1966) р: Миодраг Николић
36. Погибија Бате Јанковића (1967) р: Пуриша Ђорђевић
37. Палма међу палмама (1967) р: Мило Ђукановић
38. Јутро (1967) р: Пуриша Ђорђевић
39. Психоделикт (1968) р: Дејан Ђурковић
40. Подне (1968) р: Пуриша Ђорђевић

### Филмови у којима је глумио
1. Кроз буру и огањ (1929):. р: Милутин Игњачевић
2. Са вером у Бога (1932) р: Михајло Ал. Поповић
3. Сањари (1965) р: Пуриша Ђорђевић
4. Подне (1968) р: Пуриша Ђорђевић
5. Збогом остај бункеру на реци (1971) р: Пуриша Ђорђевић
6. Од сваког кога сам волела (1972) р: Пуриша Ђорђевић
7. Писмо (1972) р: Никола Мајдак
8. Портрет режисера (1972) р: Никола Мајдак